# Магниторезистивная оперативная память
Магниторезистивная оперативная память (MRAM — англ. magnetoresistive random-access memory) — запоминающее устройство с произвольным доступом на основе спиновых вентилей. Хранит информацию при помощи магнитных моментов, а не электрических зарядов.
Преимущество этого типа памяти — энергонезависимость, то есть способность сохранять записанную информацию (например, программные контексты задач в системе и состояние всей системы) при отсутствии внешнего питания.
Технология магниторезистивной памяти разрабатывается с 1990-х годов. В сравнении с растущим объемом производства других типов компьютерной памяти, особенно флэш-памятью и памятью типа DRAM, она пока широко не представлена на рынке. Однако её сторонники верят, что благодаря ряду преимуществ она может заменить другие типы компьютерной памяти и станет по-настоящему «универсальной» основой запоминающих устройств.
Современные варианты магниторезистивной памяти – выпускаемый в настоящее время STT-MRAM (spin-transfer torque MRAM, запись данных с помощью переноса спинового момента) и перспективный SOT-MRAM (spin-orbit torque MRAM, запись данных с помощью спин-орбитального вращательного момента).

Упрощенная структура ячейки MRAM-памяти

В России массовый выпуск микросхем и встраиваемых ячеек MRAM-памяти с 2013 года производится в Москве на заводе «Крокус наноэлектроника».

## Описание
В отличие от других типов запоминающих устройств, информация в магниторезистивной памяти хранится не в виде электрических зарядов или токов, а в магнитных элементах памяти. Магнитные элементы сформированы из двух ферромагнитных слоёв, разделенных тонким слоем диэлектрика. Один из слоёв представляет собой постоянный магнит, намагниченный в определённом направлении, а намагниченность другого слоя изменяется под действием внешнего поля. Устройство памяти организовано по принципу сетки, состоящей из отдельных «ячеек», содержащих элемент памяти и транзистор.
Считывание информации осуществляется измерением электрического сопротивления ячейки. Отдельная ячейка (обычно) выбирается подачей питания на соответствующий ей транзистор, который подаёт ток от источника питания через ячейку памяти на общую землю микросхемы. Вследствие эффекта туннельного магнитосопротивления электрическое сопротивление ячейки изменяется в зависимости от взаимной ориентации намагниченностей в слоях. По величине протекающего тока можно определить сопротивление данной ячейки и, как следствие, полярность перезаписываемого слоя. Обычно одинаковая ориентация намагниченности в слоях элемента интерпретируется как «0», в то время как противоположное направление намагниченности слоёв, характеризующееся более высоким сопротивлением, — как «1».
Информацию можно записывать в ячейки, используя множество способов. В простейшем случае каждая ячейка лежит между двумя линиями записи, размещёнными под прямым углом друг к другу, одна над, а другая под ячейкой. Когда ток проходит через них, в точке пересечения линий записи наводится магнитное поле, которое воздействует на перезаписываемый слой. Такой же способ записи использовался в памяти на магнитных сердечниках, которая использовалась в 1960-х годах. Этот способ требует достаточно большого тока, необходимого для создания поля, и это делает их не очень подходящими для применения в портативных устройствах, для которых важно малое потребление энергии, это один из основных недостатков MRAM. Кроме того, с уменьшением размера микросхем придёт время, когда индуцированное поле перекроет соседние ячейки на маленькой площади, что приведёт к возможным ошибкам записи. Из-за этого в памяти MRAM данного типа необходимо использовать ячейки достаточно большого размера. Одним из экспериментальных решений этой проблемы было использование круглых доменов, читаемых и записываемых с помощью эффекта гигантского магнитного сопротивления, но исследования в этом направлении более не проводятся.
Другой подход — переключения режимов — использует многошаговую запись с модифицированной многослойной ячейкой. Ячейка модифицирована: содержит в себе искусственный антиферромагнетик, где магнитная ориентация чередуется назад и вперёд через поверхность, с обоими (прикреплённым и свободным) слоями, составленными из многослойных стеков, изолированных тонким «соединяющим слоем». Результирующие слои имеют только два стабильных состояния, которые могут быть переключены из одного в другое выбором времени тока записи в двух линиях, так, одна немного задерживается, таким образом «поворачивая» поле. Любое напряжение, меньшее, чем полный уровень записи, фактически увеличивает его сопротивление для переключения. Это значит, что ячейки, расположенные вдоль одной из линий записи, не будут подвержены эффекту непреднамеренного перемагничивания, позволяя использовать меньшие размеры ячеек.
Новая технология переноса спинового момента (spin-torque-transfer-STT) или переключения с помощью переноса спина использует электроны с заданным состоянием спина («поляризованные»). Проходя через свободный ферромагнитный слой, их вращающий момент передается намагниченности этого слоя и переориентирует ее. Это уменьшает величину тока, необходимую для записи информации в ячейку памяти, а потребление при чтении и записи становится примерно одинаковым. Технология STT должна решить проблемы, с которыми «классическая» технология MRAM столкнётся при увеличении плотности размещения ячеек памяти и соответствующего увеличения тока, необходимого для записи. Поэтому технология STT будет актуальна при использовании технологического процесса 65 нм и менее. Отрицательная сторона состоит в том, что в настоящее время STT необходим больший ток на управляющем транзисторе для переключения, чем обычной MRAM, а значит требуется большой транзистор и необходимость поддерживать когерентность вращения. В целом, несмотря на это, STT требует намного меньшего тока записи, чем обычная или переключательная MRAM.
Другими возможными путями развития технологии магниторезистивной памяти являются технология термического переключения (TAS-Thermal Assisted Switching), при которой во время процесса записи магнитный туннельный переход быстро нагревается (подобно PRAM) и в остальное время остается стабильным при более низкой температуре, а также технология вертикального транспорта (VMRAM-vertical transport MRAM), в которой ток, проходящий через вертикальные столбцы, меняет магнитную ориентацию, и такое геометрическое расположение ячеек памяти уменьшает проблему случайного перемагничивания и соответственно может увеличить возможную плотность размещения ячеек.

## Сравнение с другими типами памяти

### Плотность размещения элементов в микросхеме
Себестоимость производства микросхем памяти в первую очередь зависит от плотности размещения в ней отдельных ячеек. Чем меньше размер одной ячейки, тем большее их количество может быть размещено на одной микросхеме, и соответственно большее число микросхем может быть произведено за один раз из одной кремниевой пластины. Это улучшает выход годных изделий и снижает стоимость производства микросхем.
В памяти типа DRAM в качестве элементов памяти используются конденсаторы, проводники переносят ток к ним и от них, и управляющие транзисторы – ячейка типа «1T/1C». Конденсатор представляет собой две маленькие металлические пластинки, разделённые тонким слоем диэлектрика, он может быть изготовлен таким маленьким, насколько это позволяет сделать текущее развитие технологического процесса. Память DRAM имеет наивысшую плотность ячеек из всех доступных на сегодняшний день типов памяти, например по сравнению с SRAM. Большинство современных микросхем DRAM памяти имеет размер ячейки 32 на 20 нм. Это делает её наиболее дешёвой, поэтому она используется в качестве основной оперативной памяти компьютеров.
Своей конструкцией ячейка памяти MRAM похожа на ячейку DRAM, хотя иногда в ней не используется транзистор для записи информации. Однако по мере уменьшения линейных размеров элементов MRAM появляется вероятность перекрытия внешним магнитным полем соседних ячеек и ложной записи данных (эффект полувыбора или нарушения записи). Из-за этого препятствия размер ячейки при использовании обычной технологии MRAM ограничен снизу значением 180 нм. Используя технологию MRAM с переключением режимов, можно достичь гораздо меньшего размера ячейки до того, как эффект полувыбора станет проблемой — около 90 нм. Это достаточно хорошие характеристики для внедрения в производство, и есть перспективы в достижении размера магниторезистивной памяти в 65 нм и менее.
Только одна современная технология памяти может конкурировать в быстродействии с магниторезистивной памятью. Это статическая память или SRAM. Ячейками SRAM-памяти являются триггеры, которые хранят одно из двух состояний так долго, как долго поступает энергия. Каждый триггер состоит из нескольких транзисторов. Так как для транзисторов характерно очень низкое энергопотребление, длительность их переключения очень мала. Но поскольку ячейка памяти SRAM состоит из нескольких транзисторов, — обычно четырёх или шести, — её площадь больше, чем у ячейки памяти типа DRAM. Это делает память SRAM более дорогостоящей, поэтому она используется только в малых объемах, — в качестве особо быстродействующей памяти, как, например, кэш-память и процессорные регистры в большинстве современных моделей центральных процессоров. Не следует забывать также, что и сейчас у процессоров делают несколько уровней кэш-памяти, имеющих разные скорость и объём.

### Энергопотребление
Так как конденсаторы, используемые в микросхемах DRAM, со временем теряют свой заряд, микросхемы памяти, использующие их, должны периодически обновлять содержимое всех ячеек, считывая каждую ячейку и перезаписывая её содержимое. Это требует наличия постоянного источника питания, поэтому, как только питание компьютера отключается, память типа DRAM теряет всю хранимую информацию. Чем меньше размеры ячейки памяти, тем чаще необходимы циклы обновления, и в связи с этим энергопотребление растет.
В отличие от DRAM, MRAM не требует постоянного обновления. Это означает не только то, что память сохраняет записанную в неё информацию при отключенном питании, но и то, что при отсутствии операций чтения или записи энергия вообще не потребляется. Хотя теоретически при чтении информации память MRAM должна потреблять больше энергии, чем DRAM, на практике энергоёмкость чтения у них почти одинаковая. Тем не менее, процесс записи требует в 3—8 и более раз большей энергии, чем при чтении, — эта энергия расходуется на изменение магнитного поля. Хотя точное количество сберегаемой энергии зависит от характера работы — более частая запись потребует больше энергии, — в целом ожидается более низкое энергопотребление (до 99 % меньше) в сравнении с DRAM. При применении технологии STT-MRAM потребление энергии при записи и чтении примерно одинаковое, и общее энергопотребление еще меньше.
Можно сравнить магниторезистивную память с еще одним конкурирующим типом памяти, с флэш-памятью. Как и магниторезистивная память, флэш-память энергонезависима. Флэш-память не теряет информацию при отключении питания, что делает её очень удобной для замены жёстких дисков в портативных устройствах, таких, как цифровые плееры или цифровые камеры. При чтении информации флэш-память и MRAM почти одинаковы по уровню энергопотребления. Однако для записи информации в микросхемах флэш-памяти необходим мощный импульс напряжения (около 10 В), который накапливается через определенное время при накачке заряда, — для этого требуется много энергии и времени. Кроме этого, импульс тока физически разрушает ячейки флэш-памяти, и информация в флэш-памяти может быть записана ограниченное число раз, прежде чем ячейка памяти выйдет из строя.
В отличие от флэш-памяти, микросхемам MRAM для записи энергии требуется ненамного больше, чем для чтения. Но при этом не надо увеличивать напряжение и не требуется накачка заряда. Это ведёт к более быстрым операциям, меньшему энергопотреблению и к отсутствию ограничения срока службы. Предполагается, что флэш-память будет первым типом микросхем памяти, который будет со временем заменён MRAM.

### Быстродействие
Быстродействие памяти типа DRAM ограничено скоростью, с которой заряд, хранящийся в ячейках, может быть слит (для чтения) или накоплен (для записи). Работа MRAM основана на измерении напряжений, что предпочтительнее, чем работа с токами, так как переходные процессы более быстрые. Исследователи из бельгийского института IMEC продемонстрировали устройства SAT-MRAM с временем доступа порядка 0,2 нс (210 пикосекунд), что заметно лучше, чем даже у самых совершенных DRAM и SRAM. Преимущества по сравнению с Flash-памятью более значительные, — длительность чтения у них почти одинаковая, но длительность записи в MRAM в десятки тысяч раз меньше.
Современная магниторезистивная память работает быстрее, чем SRAM-память, она достаточно интересна в этом качестве. Она обладает более высокой плотностью, и разработчики центральных процессоров могли бы в будущем выбирать для использования в качестве кэш-памяти между большим объемом менее быстрой MRAM-памяти и меньшим объемом более быстрой SRAM-памяти.

### Общее сравнение
Магниторезистивная память имеет быстродействие, сравнимое с памятью типа SRAM, такую же плотность ячеек, но меньшее энергопотребление, чем у памяти типа DRAM, она более быстрая и не страдает деградацией по прошествии времени в сравнении с флэш-памятью. Это та комбинация свойств, которая может сделать её «универсальной памятью», способной заменить SRAM, DRAM и EEPROM и Flash. Этим объясняется большое количество направленных на её разработку исследований.
Конечно, на данный момент MRAM ещё не готова для широкого применения. Огромный спрос на рынке флэш-памяти вынуждает производителей к агрессивному внедрению новых технологических процессов. Самые последние фабрики, на которых, например, изготавливает микросхемы флэш-памяти ёмкостью 16 Гбайт фирма Samsung, используют технологический процесс 50 нм. На более старых технологических линиях изготавливаются микросхемы памяти DDR2 DRAM, для которых используется технологический процесс предыдущего поколения 90 нм.
Магниторезистивная память всё ещё в значительной степени находится «в разработке» и производится с помощью устаревших технологических процессов. Так как спрос на флэш-память в настоящее время превышает предложение, то еще не скоро появится компания, которая решится перевести одну из своих фабрик с новейшим технологическим процессом на изготовление микросхем магниторезистивной памяти. Но и в этом случае конструкция магниторезистивной памяти на сегодняшний момент проигрывает флэш-памяти по размерам ячейки, даже при использовании одинаковых технологических процессов.
Другая скоростная память, находящаяся на стадии активного освоения — Antifuse ROM. Являясь однократно программируемой, она подходит только для неизменяемых программ и данных, но по скорости также допускает работу на непосредственной частоте процессора, аналогично SRAM и MRAM. Antifuse ROM активно внедряется в контроллерах и FPGA, где программный продукт неотъемлем от аппаратного обеспечения. Ячейки Antifuse ROM потенциально компактнее, технологичнее и дешевле ячеек MRAM, но эта их перспектива также не раскрыта, аналогично MRAM. Учитывая то, что многие пользователи часто используют флэш-накопители для архивного хранения, например, фотографий, для которых флэш-память мало предназначена из-за проблем многолетнего удержания заряда, т. е. фактически используют флэш-память как ПЗУ, на потребительском рынке Antifuse ROM, являясь своего рода преемником CD-R, также может рассчитывать на «делёжку рынка» с MRAM.

## Хронология
- 1955 — изобретение памяти на магнитных сердечниках, использующей сходный с MRAM способ чтения и записи информации.
- 1989 — учёные IBM сделали ряд ключевых открытий о «гигантском магниторезистивном эффекте» в тонкоплёночных структурах.
- 1995 — Motorola (в дальнейшем Freescale) начинает разработку MRAM.
- 2000 — IBM и Infeneon начали общую программу развития MRAM.
- 2002 — NVE объявляет о технологическом обмене с Cypress Semiconductor.
- 2003 — был представлен чип MRAM на 128 кбит, изготовленный по 0,18-мкм-технологии.

2004
- Июнь — Infineon анонсирует опытный образец на 16 Мбит, основанный на 0,18-мкм-технологии.
- Сентябрь — MRAM становится стандартным продуктом в Freescale, которая начала собственные испытания.
- Октябрь — Тайваньские разработчики MRAM печатают элементы 1 Мбит на TSMC.
- Октябрь — Micron отказывается от MRAM, обдумывает другие варианты памяти.
- Декабрь — TSMC, NEC, Toshiba описывают новые ячейки MRAM.
- Декабрь — Renesas Technology разрабатывают высокоскоростную, высоконадёжную технологию MRAM.

2005
- Январь — Cypress испытывает MRAM, использует NVE IP.
- Март — Cypress продаёт дочернюю компанию MRAM.
- Июнь — Honeywell создаёт таблицу данных на 1 Мбит радиационно-устойчивой MRAM, используя технологию 0,15 мкм.
- Август — рекорд MRAM: ячейка памяти работает на 2 ГГц.
- Ноябрь — Renesas Technology и Grandis сотрудничают в разработке MRAM 65 нм, применяя технологию STT.
- Декабрь — Sony представляет первую лабораторию, производящую чипы MRAM на основе технологии STT, которая пропускает спин-поляризованный ток через туннельный магниторезистивный слой для записи данных. Этот метод более энергоэффективен и более расширяем, чем обыкновенная MRAM. С дальнейшими преимуществами в материалах этот процесс должен позволить достичь больших плотностей, чем те, что возможны в DRAM.
- Декабрь — Freescale анонсирует MRAM, в которой вместо оксида алюминия используется оксид магния, позволяющий делать более тонкий изолирующий туннельный барьер и улучшенное битовое сопротивление в течение цикла записи, таким образом, уменьшая требуемый ток записи.

2006
- Февраль — Toshiba и NEC анонсировали чип MRAM 16 Мбит с новой «энергоразветвляющейся» конструкцией. Они добились частоты перемещения в 200 МБ/с с временем цикла 34 нс — лучшая производительность любого чипа MRAM. Они также гордятся наименьшим физическим размером в своём классе — 78,5 квадратных миллиметров — и низким требованием по напряжению — 1,8 вольта.
- Июль — 10 июля Freescale выводит на рынок чипы MRAM 4 Мбит по цене приблизительно 25,00 $ за штуку.

2007
- Ноябрь — компания NEC разработала самую быструю в мире магниторезистивную SRAM-совместимую память с рабочей частотой 250 МГц.

2008
- В японском искусственном спутнике SpriteSat была применена магниторезистивная память производства Freescale для замены компонентов SRAM и FLASH.
- Март — концерн Siemens выбрал в качестве энергонезависимой памяти для новых промышленных панелей оператора микросхемы памяти MRAM емкостью 4 Мб производства Everspin Technologies.
- Июнь — Samsung и Hynix становятся партнерами по разработке STT-MRAM.
- Июнь — Freescale выделяет весь свой бизнес, связанный с магниторезистивной памятью, в отдельную компанию Everspin.

2009
- Февраль — компании NEC и NEC Electronics заявили об успешной демонстрации работающей памяти магниторезисторного типа емкостью 32 Мб.

2010
- Апрель — компания Everspin представила первые в мире коммерчески доступные микросхемы MRAM ёмкостью 16 Мб.

2011
- Август — Samsung заявила о приобретении американской Grandis — поставщика запоминающих устройств на основе памяти STT-RAM.

2012
- Ноябрь — Everspin начинает пробные поставки магниторезистивной памяти ST-MRAM EMD3D064M — DDR3 ёмкостью 64 Mb.

2013
- Октябрь — «Крокус Наноэлектроника», совместное предприятие РОСНАНО и французской компании Crocus Technology SA, запустила завод и начинала выпуск MRAM-памяти с топологическим размером элемента 90 нм на пластинах диаметром 300 мм и производственной мощностью от 500 до 4000 пластин в месяц.[8][9]

2016
- Июль — IBM в сотрудничестве с Samsung продемонстрировала ячейки MRAM с уменьшенным диаметром в 11 нанометров (ранее - 50 нанометров). Скорость переключения - всего 10 наносекунд, используемый ток - 7,5 микроампер[10].

2017
- Декабрь – учёные из Московского физико-технического института (МФТИ) и компания Крокус Наноэлектроника сообщили о готовности производственной технологии для массового выпуска микросхем памяти STT-MRAM[11][12], а также, совместно с  французской компанией eVaderis, изготовления встраиваемой памяти для СнК

2018
- Май — Smart Modular Technologies объявила о начале поставок карт расширения nvNitro на магниторезистивной памяти.[13]
- Декабрь — учёные из университета Тохоку (Япония) заявили о разработке микросхемы магниторезистивной памяти (MRAM) с ёмкостью 128 мегабит, запись информации на которой требует 14 наносекунд[14][15]

2019:
- Февраль – Интел в рамках конференции ISSCC 2019 сообщила о готовности к производству встраиваемой STT-MRAM на базе собственного 22-нм технологического процесса 22FFL FinFET c блоками ёмкостью до 7 Мбит. Площадь одной ячейки STT-MRAM – 0,0486 мкм² (216 × 225 нм²). Скорость чтения — от 4 до 8 нс. Устойчивость к износу – 1 млн циклов переключения или циклов записи. Время удержания данных – на уровне 10 лет[16][17]
- Март – Самсунг начала поставки встраиваемой eMRAM, выпускаемой на базе технологического процесса 28 нм FD-SOI. Ёмкость модулей - 256 Мбит и 512 Мбит[1][18]
- Апрель – бельгийский исследовательский центр ИМЕК сообщил о готовности тестового оборудования для производства высокоскоростной (задержка чтения/записи порядка 0,2 нс) SOT-MRAM на пластинах размером 300 мм[19]
- Май – исследователи из совместной группы российского МФТИ, Германии и Нидерландов сообщили о разработке новой технологии – optically-assisted MRAM с скоростью доступа порядка 3 пикосекунд[20]
- Июнь – бесфабричная компания Everspin приступила к производству модулей STT-MRAM ёмкостью 1 Гбит с интерфейсом ST-DDR4[21]

2023:
- TSMC и Тайваньский научно-исследовательский институт промышленных технологий (ITRI[англ.]) совместно разработали микросхему массива SOT-MRAM, что знаменует собой значительный прогресс в технологии энергонезависимой памяти. Новый чип обладает  энергопотреблением, которое составляет всего 1 % от обычного STT-MRAM, а также исключительно низкой задержкой (10 нс)[22].

## Применение
Предполагается использовать память MRAM в таких устройствах, как:
- Аэрокосмические и военные системы
- Цифровые фотоаппараты
- Ноутбуки
- Смарт-карты
- Мобильные телефоны
- Сотовые базовые станции
- Персональные компьютеры
- Для замены SRAM с питанием от аккумуляторной батареи
- Специальные устройства для регистрации данных (чёрные ящики)